# Condado de Orangeburg
O Condado de Orangeburg é um dos 46 condados do Estado americano da Carolina do Sul. A sede do condado é Orangeburg, e sua maior cidade é Orangeburg. O condado possui uma área de 2 922 km² (dos quais 57 km² estão cobertos por água), uma população de 91 582 habitantes, e uma densidade populacional de 32 hab/km² (segundo o censo nacional de 2000). O condado foi fundado em 1785.